# کرسچنتینو
کرسچنتینو (به ایتالیایی: Crescentino) یک کومونه در ایتالیا است که در استان ورسلی واقع شده‌است.

## خصوصیات
کرسچنتینو ۴۸٫۳ کیلومترمربع مساحت و ۷٬۹۸۴ نفر جمعیت دارد و ۱۵۴ متر بالاتر از سطح دریا واقع شده‌است.

## خواهرخوانده
شهرهای San Giorgio Albanese و Gmina Łososina Dolna خواهرخوانده‌های کرسچنتینو هستند.